# Discographie de Jessica Simpson
Voici la liste des albums, singles et vidéos de la chanteuse américaine Jessica Simpson.

## Albums
| Année | Album                         | Classement des ventes | Classement des ventes | Classement des ventes | Classement des ventes | Classement des ventes | Classement des ventes | Classement des ventes | Classement des ventes | Classement des ventes | Classement des ventes | Classement des ventes | Classement des ventes | Classement des ventes | Certifications |
| Année | Album                         | FR                    | É-U                   | CAN                   | R-U                   | JAP                   | AUS                   | SUI                   | AUT                   | P-B                   | BEL/Nl                | SUE                   | FIN                   | NOR                   | Monde          |
| ----- | ----------------------------- | --------------------- | --------------------- | --------------------- | --------------------- | --------------------- | --------------------- | --------------------- | --------------------- | --------------------- | --------------------- | --------------------- | --------------------- | --------------------- | -------------- |
| 1999  | Sweet Kisses                  | -                     | 2                     | 4                     | 3                     | 1                     | 2                     | 5                     | 3                     | 5                     | 4                     | 5                     | 4                     | 4                     | 17,000,000     |
| 2001  | Irresistible                  | -                     | 2                     | 2                     | 2                     | 2                     | 8                     | 2                     | 5                     | 2                     | 4                     | 7                     | 1                     | 1                     | 25,000,000     |
| 2002  | This Is The Remix             | —                     | —                     | —                     | —                     | —                     | —                     | —                     | —                     | —                     | —                     | —                     | —                     | —                     | 200,000        |
| 2003  | In This Skin                  | 117                   | 1                     | 1                     | 3                     | 8                     | 1                     | 7                     | 1                     | 1                     | 1                     | 1                     | 1                     | 1                     | 33,000,000     |
| 2004  | Rejoyce : The Christmas Album | —                     | 14                    | —                     | —                     | —                     | —                     | —                     | —                     | —                     | —                     | —                     | —                     | —                     | 4,000,000      |
| 2006  | A Public Affair               | —                     | 5                     | 6                     | 6                     | 2                     | 3                     | —                     | —                     | —                     | —                     | —                     | —                     | —                     | 5,000,000      |
| 2008  | Do You Know                   | —                     | 4                     | 1                     | 2                     | —                     | 5                     | —                     | —                     | —                     | —                     | —                     | —                     | —                     | 3,000,000      |
| 2010  | Happy Christmas               | —                     | 9                     | —                     | —                     | —                     | —                     | —                     | —                     | —                     | —                     | —                     | —                     | —                     | 150,000        |

## Singles
| Année | Single                                    | Classement des ventes | Classement des ventes | Classement des ventes | Classement des ventes | Classement des ventes | Classement des ventes | Classement des ventes | Classement des ventes | Classement des ventes | Classement des ventes | Classement des ventes | Classement des ventes | Album                 |
| Année | Single                                    | FR                    | BEL                   | É-U                   | R-U                   | IRL                   | SUE                   | AUS                   | N-Z                   | CAN                   | PHI                   | MEX                   | Monde                 | Album                 |
| ----- | ----------------------------------------- | --------------------- | --------------------- | --------------------- | --------------------- | --------------------- | --------------------- | --------------------- | --------------------- | --------------------- | --------------------- | --------------------- | --------------------- | --------------------- |
| 1999  | "I Wanna Love You Forever"                | 100                   | 1                     | 1                     | 1                     | 1                     | 1                     | 1                     | 1                     | 1                     | 1                     | 1                     | 1                     | Sweet Kisses          |
| 2000  | "Where You Are" (en duo avec Nick Lachey) | -                     | 19                    | 16                    | 12                    | 13                    | 12                    | 21                    | 16                    | 84                    | 22                    | 12                    | 24                    | Sweet Kisses          |
| 2000  | "I Think I'm in Love with You"            | -                     | 2                     | 2                     | 1                     | 1                     | 2                     | 4                     | 1                     | 2                     | 1                     | 3                     | 1                     | Sweet Kisses          |
| 2001  | " Irresistible"                           | -                     | 1                     | 1                     | 3                     | 1                     | 1                     | 1                     | 5                     | 2                     | 1                     | 1                     | 1                     | Irresistible          |
| 2001  | " A Little Bit"                           | —                     | —                     | —                     | 9                     | —                     | —                     | —                     | —                     | —                     | 6                     | 1                     | 46                    | Irresistible          |
| 2003  | "Sweetest Sin"                            | —                     | —                     | 5                     | 1                     | —                     | —                     | —                     | —                     | —                     | 4                     | —                     | 43                    | In This Skin          |
| 2004  | "With You"                                | -                     | 1                     | 1                     | 1                     | 1                     | 1                     | 1                     | 1                     | 1                     | 1                     | 1                     | 1                     | In This Skin          |
| 2004  | "Take My Breath Away"                     | 18                    | 1                     | 1                     | 1                     | 2                     | 2                     | 1                     | 1                     | 1                     | 1                     | 1                     | 1                     | In This Skin          |
| 2004  | "Angels"                                  | -                     | 15                    | 2                     | 11                    | 2                     | 4                     | 2                     | 11                    | 6                     | 3                     | 1                     | 6                     | In This Skin          |
| 2005  | "These Boots Are Made for Walkin'"        | -                     | 1                     | 1                     | 1                     | 1                     | 1                     | 1                     | 2                     | 2                     | 1                     | 2                     | 1                     | Shérif, fais-moi peur |
| 2006  | " A Public Affair"                        | -                     | 1                     | 1                     | 1                     | 2                     | 3                     | 1                     | 1                     | 1                     | 1                     | 5                     | 1                     | A Public Affair       |
| 2006  | "I Belong To Me"                          | -                     | 13                    | 12                    | 32                    | 13                    | 11                    | 5                     | 15                    | 26                    | 27                    | 45                    | 19                    | A Public Affair       |
| 2008  | "Come on Over"                            | -                     | 6                     | 2                     | 6                     | 2                     | 8                     | 2                     | 3                     | 6                     | 4                     | 2                     | 5                     | Do You Know           |
| 2008  | "Remember That"                           | -                     | 4                     | 8                     | 1                     | 12                    | 1                     | 4                     | 12                    | 13                    | 12                    | 11                    | 9                     | Do You Know           |
| 2009  | "Pray Out Loud"                           | -                     | -                     | -                     | -                     | -                     | -                     | -                     | -                     | -                     | -                     | -                     | -                     | Do You Know           |

## Singles promotionnels
| Année | Single                                   | Classement | Classement | Classement | Album                         |
| Année | Single                                   | É-U        | É-U Pop    | É-U A.C.   | Album                         |
| ----- | ---------------------------------------- | ---------- | ---------- | ---------- | ----------------------------- |
| 2002  | "When You Told Me You Loved Me"          | -          | -          | -          | Irresistible                  |
| 2004  | "Let It Snow! Let It Snow! Let It Snow!" | 15         | 11         | 20         | Rejoyce : The Christmas Album |
| 2004  | "What Christmas Means to Me"             | 1          | 1          | 8          | Rejoyce : The Christmas Album |
| 2007  | "You Spin Me Round (Like a Record)" A    | 12         | 9          | 4          | A Public Affair               |
| 2010  | "My Only Wish"                           | -          | -          | -          | Happy Christmas               |

- A Classé grâce aux nombreux téléchargements

## Vidéographie
| Année | Single                             | Réalisateur          |
| ----- | ---------------------------------- | -------------------- |
| 1999  | "I Wanna Love You Forever"         | Bille Woodruff       |
| 2000  | "Where You Are"                    | Kevin Bray           |
| 2000  | " I Think I'M In Love With You"    | Nigel Dick           |
| 2001  | " Irresistible"                    | Simon Brand          |
| 2001  | " A Little Bit"                    | Hype Williams        |
| 2002  | " Irresistible (So So Def Remix)"  | Cameron Casey        |
| 2003  | "Sweetest Sin"                     | Dean Paraskevopoulos |
| 2003  | "With You"                         | Elliot Lester        |
| 2004  | "Take My Breath Away"              | Chris Applebaum      |
| 2004  | "Angels"                           | Matthew Rolston      |
| 2005  | "These Boots Are Made for Walkin'" | Brett Ratner         |
| 2006  | " A Public Affair"                 | Brett Ratner         |
| 2006  | "I Belong To Me"                   | Matthew Rolston      |
| 2008  | "Come on Over"                     | Liz Friedlander      |

## DVD
| Année | DVD                                  | Date de sortie   |
| ----- | ------------------------------------ | ---------------- |
| 2002  | "Jessica Simpson: Dream Chaser"      | 22 janvier 2002  |
| 2004  | "The Nick & Jessica Variety Hour"    | 17 août 2004     |
| 2004  | "Jessica Simpson: Reality Tour Live" | 23 novembre 2004 |

## Musiques de films et séries
| Année | Titre                                       | Album                                                                         |
| ----- | ------------------------------------------- | ----------------------------------------------------------------------------- |
| 1999  | Did You Ever Love Somebody                  | Songs From Dawson's Creek                                                     |
| 2000  | I Think I'M In Love With You                | Songs From Dawson's Creek                                                     |
| 2000  | Where You Are                               | Un été sur Terre                                                              |
| 2000  | Final Heartbreak                            | Les Razmoket à Paris, le film                                                 |
| 2004  | A Whole New World (en duo avec Nick Lachey) | Aladdin (Double DVD Collector)                                                |
| 2005  | Love Me Tender                              | Lilo et Stitch 2 : Hawaï, nous avons un problème! (sur le cd spécial edition) |
| 2005  | These Boots Are Made for Walkin'            | Shérif, fais-moi peur                                                         |
| 2006  | Part of Your World                          | La Petite sirène Special Edition                                              |